# François Beaugendre
François Beaugendre   (Salbris, 25 de juliol de 1880 - 14è districte de París, 6 de gener de 1936) va ser un ciclista francès que va córrer entre 1903 i 1911. En el seu palmarès destaca una victòria d'etapa al Tour de França de 1904, cursa en la qual participà en les seves primeres edicions.
Era germà dels també ciclistes Joseph Beaugendre i Omer Beaugendre.

## Palmarès
- 1904
  - Vencedor d'una etapa al Tour de França

### Resultats al Tour de França
- 1903. 9è de la classificació general
- 1904. Abandona (5a etapa), vencedor d'una etapa i porta el mallot groc durant una etapa
- 1906. Abandona (8a etapa)
- 1907. 5è de la classificació general
- 1908. 13è de la classificació general